# 国際アマチュアムエタイ連盟
国際アマチュアムエタイ連盟（こくさいアマチュアムエタイれんめい、International Federation of Muay Thai Amateur / IFMA）は、1993年に設立されたアマチュアムエタイの国際競技連盟である。2004年、国際オリンピック委員会 (IOC) 公認団体GAISFに加盟。2017年にIOC承認国際競技連盟の集まりであるIOC承認国際競技連盟連合 (ARISF) に加盟。

## 歴史
1993年に設立され、1994年に第1回国王杯（キングスカップ）世界選手権を開催した。1996年には、第18回シーゲームスで第1回女王杯（クイーンズカップ）女子選手権を開催した。
1998年の第18回アジア競技大会では、ムエタイが公開競技として行われた。同年6月24日にタイ国オリンピック委員会から認定される。
2000年7月10日に、パキスタンオリンピック協会から、ムエタイをアジア競技大会公開競技に認定される。2003年には初めてタイ国外のカザフスタンで世界選手権が行われた。そして、2004年には第1回アジア室内競技大会において正式競技となった。
2004年4月7日に韓国ソウルで行われた第40回GAISF総会において、IOC公認団体国際競技連盟連合 (GAISF) （一時「スポーツアコード」を名乗る。2023年、解散。）の一員としてに正式に認定された。
2016年12月6日、IOC承認国際競技連盟となる。2017年2月13日、ARISFにも満場一致で加盟が認められる。

## 階級
全14階級。もし1階級あたりの参加者が3人未満の場合、その階級での試合は行われない。
| 階級名称           | 体重                      |
| ------------------ | ------------------------- |
| スーパーヘビー級   | 91.0 kg（キログラム）以上 |
| ヘビー級           | 85-91 kg                  |
| クルーザー級       | 81-85 kg                  |
| ライトヘビー級     | 75-81 kg                  |
| ミドル級           | 71-75 kg                  |
| ライトミドル級     | 67-71 kg                  |
| ウェルター級       | 63.5-67 kg                |
| ライトウェルター級 | 60-63.5 kg                |
| ライト級           | 57-60 kg                  |
| フェザー級         | 54-57 kg                  |
| バンタム級         | 51-54 kg                  |
| フライ級           | 48-51 kg                  |
| ライトフライ級     | 45-48 kg                  |
| ピン級             | 42-45 kg                  |